# Stasis (Polis)
Als Stásis (altgriechisch στάσις stásis; Plural στάσεις stáseis) bezeichnet die Altertumswissenschaft Bürgerkriege und bürgerkriegsähnliche Zustände in antiken griechischen Stadtstaaten (poleis). Der moderne Wortgebrauch deckt sich dabei nur teilweise mit dem in den antiken Quellen.

## Bedeutungen
Ursprünglich bedeutete das Wort stásis „Stillstand, Standpunkt“; früh wurde es auch benutzt, um jene Gruppen, die einen gemeinsamen Standpunkt teilten, zu bezeichnen, und schließlich gebrauchte man es zudem spätestens ab dem 6. Jahrhundert v. Chr. (Solon), um sowohl die Spaltung einer Polis in zumeist genau zwei rivalisierende, verfeindete Gruppen als auch gewaltsame Auseinandersetzungen zwischen ihnen zu benennen. All diese Wortbedeutungen blieben in den folgenden Jahrhunderten üblich.

## Stasisals Notlage der Polis
Bei Homer erscheint das Wort Stasis noch nicht. Seit der Entstehung der Polis in archaischer Zeit finden sich dann in den Quellen immer wieder Hinweise auf Spaltungen und Zerwürfnisse innerhalb der Bürgerschaft in zahlreichen griechischen Städten, die teils gewaltsam eskalierten. Wohl weil es sich hierbei oft um zeitlich ausgedehnte Prozesse mit verhärteten Fronten zu handeln pflegte, die das politische Leben zum Teil über Generationen prägten, kam die Bezeichnung stasis auf. Zumindest anfangs spielten dabei oftmals rivalisierende Aristokraten mit ihren Anhängern eine bedeutende Rolle, und oft eskalierten diese Konflikte und führten zu Bürgerkriegen. Gerade im 6. Jahrhundert v. Chr. gelang es dabei einigen Adligen, sich durchzusetzen und eine Tyrannis zu errichten (zum Beispiel die Peisistratiden-Tyrannis in Athen). Auch nach dem Ende der archaischen Tyrannis um 500 v. Chr. kam es immer wieder zu Staseis; nun wurden die Konflikte zwischen den Gruppen (die man, wie gesagt, teils ebenfalls staseis nannte) oft durch soziale Spannungen verstärkt. Letztlich ging es meist um Rivalitäten und Machtfragen, aber zugleich gab man sich oft auch als Anhänger unterschiedlicher Staatsformen: So standen im 5. Jahrhundert v. Chr. vielfach Vertreter einer Oligarchie den Anhängern einer Demokratie gegenüber, wobei umstritten ist, ob und inwieweit diese politische Programmatik nur vorgeschoben war. Die Anhänger der unterlegenen „Partei“ mussten, sofern sie überlebten, zumeist ins Exil gehen, was die große Zahl an Verbannten in der griechischen Welt erklärt.

## Extrembeispiel Milet
Aus archaischer Zeit sind drastische Einzelheiten zur Stasis in Milet überliefert: Laut Herodot hätten sich nach dem Sturz zweier Tyrannen einerseits die Reichen und andererseits die Minderbemittelten (die Partei der Fäuste) befehdet. Als diese die Oberhand gewannen, hätten sie die Reichen verjagt und deren Kinder auf der Tenne von Ochsen zertrampeln lassen. Als später die Reichen Milet wieder unter ihre Kontrolle brachten, sollen sie sämtliche in ihre Hände gelangten Widersacher samt Angehörigen, Erwachsene ebenso wie Kinder, mit Pech bestrichen und verbrannt haben. Ein halbes Jahrhundert lang soll die Stasis in Milet gedauert haben, wobei Gewalt und Verbannung, die Verwüstung von Feldern und das Abschlachten von Vieh sowie Rechtsbrüche und immer neue Racheakte wieder und wieder vorkamen. Inwieweit diese späte, von Topoi geprägte Darstellung zutrifft, ist allerdings unklar. Herodot zufolge endete die Stasis jedenfalls erst, als neutrale Schiedsleute aus Paros die Milesier miteinander versöhnten. Grundlage des die Versöhnung herbeiführenden Schiedsspruchs war nach Herodot eine Landesinspektion der Parier, die eine Bestenauslese bezüglich der Ackerbebauung durchgeführt und danach diejenigen als geeignet auch für die Pflege der öffentlichen Angelegenheiten bestimmt hätten, die über die gepflegtesten Äcker verfügten.

## Wiederkehrendes Phänomen der griechischen Antike
Während des Peloponnesischen Krieges kam es in mehreren kleineren Poleis zu sehr blutigen Staseis, die sich quasi im Windschatten des größeren Konfliktes entfalteten, indem sich die Bürgerkriegsparteien den unterschiedlichen Machtblöcken (in diesem Fall Sparta bzw. Athen) anschlossen. Berühmt ist in diesem Zusammenhang der Bericht des Thukydides über die Stasis auf Korkyra. Platon und insbesondere Aristoteles diskutierten das Phänomen in ihren philosophischen Schriften. Auffällig ist dabei, dass die Griechen in der Regel die Unterwerfung unter eine fremde Macht recht bereitwillig hingenommen zu haben scheinen, sofern dieser Verzicht auf außenpolitische Freiheit (eleuthería) mit dem Sieg über die verfeindete Partei innerhalb der eigenen Gemeinde verbunden war. 
Dies änderte sich auch nicht mit der Errichtung der makedonischen Hegemonie über Griechenland im späteren 4. Jahrhundert: Auch im Hellenismus kam es vielerorts zu Staseis. Eine weitgehende Befriedung der griechischen Poleis gelang erst mit der Errichtung des Prinzipats und der Durchsetzung der Pax Romana.

## Ursachenforschung
Die Ursachen für Staseis waren bereits im Altertum umstritten. Die Quellen benennen oft Konflikte zwischen „Arm“ und „Reich“ oder zwischen „Demokraten“ und „Oligarchen“ (siehe oben) als Wurzel, doch während ein Teil der modernen Forschung dieser Interpretation im Kern folgt und sozio-ökonomische Probleme als wesentliche Triebfeder von Staseis betrachtet, sehen die Vertreter der „elitären Stasistheorie“ stattdessen eskalierende Rivalitäten innerhalb der städtischen Eliten um Status, Ehre und die politische Macht in den Poleis als die eigentliche Ursache. Auch außenpolitische Konstellationen konnten zum Ausbruch einer Stasis beitragen.